# Hueca Point
Der Hueca Point (spanisch Punta Hueca, im Vereinigten Königreich Hollow Point, beiderseits für Muldenspitze) ist eine Landspitze, die den westlichen Ausläufer von Montagu Island im Archipel der Südlichen Sandwichinseln bildet.
Der Name der Landspitze ist erstmals auf einer argentinischen Landkarte aus dem Jahr 1953 verzeichnet. Das Advisory Committee on Antarctic Names übertrug diese Benennung 1972 ins Englische. Das UK Antarctic Place-Names Committee entschied sich dagegen im Jahr 1974 zu einer vollständigen Übersetzung der argentinischen Benennung.